# Queenston, Ontario
Queenston es una comunidad rural compacta y un lugar no incorporado 5 kilómetros (3,1 mi) al norte de las Cataratas del Niágara en la ciudad de Niagara-on-the-Lake, Ontario, Canadá. Limita con la Autopista 405 al sur y el río Niágara al este; su ubicación en las epónimas Queenston Heights en la Escarpa del Niágara condujo al establecimiento de la cantera Queenston en el área. Al otro lado del río y de la frontera entre Canadá y Estados Unidos se encuentra Lewiston, Nueva York. El puente Lewiston-Queenston une ambas comunidades.
Esta aldea se encuentra en el punto donde el río Niágara comenzó a erosionar la escarpa del Niágara. Durante los 12 000 años siguientes, las cataratas excavaron un desfiladero de 11 km de longitud en la escarpa hacia el sur, hasta su ubicación actual.
A principios del siglo XIX, el nombre de la comunidad se escribía como "Queenstown".
Queenston marca el final sur del Sendero Bruce. El mojón que marca el final del sendero se encuentra en un estacionamiento, a unos 160 metros (520 pies) del Monumento al General Brock, en el lado este del parque donde se encuentra el monumento.

## Historia
Queenston fue poblada por primera vez en la década de 1770 por refugiados e inmigrantes leales al Imperio Unido procedentes de Estados Unidos. Para 1807, la aldea contaba con 100 viviendas y una población de 300 habitantes.
En la década de 1780 se desarrolló un nuevo transporte de mercancías alrededor de las cataratas del Niágara, con Queenston en su extremo norte. Se construyeron muelles, almacenes y un fortín. Inicialmente llamado Lower Landing, el teniente gobernador Simcoe lo bautizó como Queenston.
En 1793, una joven negra llamada Chloe Cooley fue vendida como esclava y obligada a cruzar el río Niágara hacia Estados Unidos, un suceso presenciado por varios habitantes de Queenston. Este incidente desencadenó la aprobación de la Ley contra la Esclavitud en 1793 por parte del Consejo Ejecutivo del Alto Canadá, lo que marcó un paso significativo hacia la abolición de la esclavitud en la región. A pesar de que se retiraron los cargos contra el dueño de Cooley, la indignación pública que rodeó el suceso llevó al teniente gobernador Simcoe a impulsar una legislación que prohibiera la importación de esclavos, lo que resultó en la abolición gradual de la esclavitud en el Alto Canadá. Hoy, el legado de Cooley se conmemora con placas y reconocimientos, incluyendo su designación como Personaje Histórico Nacional, lo que ilustra el papel de Queenston en este momento crucial de la historia de Canadá.
Durante la Guerra de 1812, se produjeron numerosos combates en el asentamiento y en el cercano Fuerte George. En esa época, Laura Secord vivió en esta zona. El rebelde William Lyon Mackenzie vivió en Queenston en la década de 1820 y dirigió su editorial aquí. El 13 de octubre de 1812, las tropas estadounidenses tomaron posesión de la Queenston Heights. El mayor general Sir Isaac Brock llegó desde Fort George, Ontario con un pequeño contingente y murió al intentar recuperar las alturas. Los británicos, la nación mohawk y las milicias al mando del mayor general Roger Hale Sheaffe, con refuerzos de Chippawa, Ontario, lograron tomar la colina y capturaron a casi 1000 prisioneros. La victoria y la muerte de Brock se conmemoran con el Monumento a Brock en la cima de la escarpa del Niágara, con una gran estatua de piedra de Brock que domina el pueblo. Cerca hay un monumento más pequeño al caballo gris de Brock, Alfred, que pudo o no haber estado en Queenston durante la batalla. Queenston Heights es uno de los Sitios Históricos Nacionales de Canadá, reconocido como tal en junio de 1968.
El asentamiento de Queenston fue destruido el 10 de diciembre de 1813. El capitán británico William Hamilton Merritt declaró posteriormente que no vio más que montones de carbón y las calles llenas de muebles. Pero en la década de 1830, Queenston ya era la terminal del primer ferrocarril tirado por caballos, el Erie y Ontario. El posterior ferrocarril de vapor, que comenzó a construirse alrededor de 1854, desvió Queenston.
En la cercana St. David's, se fundó la cantera Queenston en 1837, y durante 150 años se trajo piedra hasta aquí para ayudar a construir muchas de las Ciudades de Ontario. Entre los edificios de Toronto que se beneficiaron del suministro de piedra se encontraban Queen's Park, el Museo Real de Ontario, la Estación Union y el faro de Gibraltar Point. A mediados del siglo XIX, el Canal Welland se convirtió en el principal medio de transporte de mercancías y el pueblo de Queenston recibía poco comercio pasando Queenston a formar parte de la ciudad de Niagara-on-the-Lake en 1970.
El Museo de Arte RiverBrink se encuentra en Queenston. Alberga una colección única de más de 1400 obras de arte y artefactos de artistas canadienses e internacionales, reunida por Samuel E. Weir. Finalizado en 1970, el edificio presenta una arquitectura de estilo georgiano, con techo abuhardillado y ventanas a dos aguas. Fue la residencia de campo de Weir y se convirtió en museo de arte tras su fallecimiento en 1981.